# 최대호
최대호(崔大鎬, 1958년 6월 10일~)는 대한민국의 정치인, 기업인이다. 민선 5·7·8기 경기도 안양시장이다.
전라남도 해남군 출신으로 더불어민주당 소속이다. 2010년 경기도 안양시장에 당선 민선 5기 시장을 지냈고, 2014년 선거에서 낙선하였다. 2018년 다시 안양시장 선거에 출마해 재선되었으며, 2022년 선거에서도 당선(3선)되었다.
1996년 경기도 안양시에 교연학원을 설립, 2002년 필탑학원으로 상호 변경하여 운영해왔다.

## 학력
- 해남 현산남국민학교 졸업
- 해남 북평중학교 졸업
- 해남고등학교 졸업
- 연세대학교 원주캠퍼스 역사문화학(학사)
- 한국방송통신대학교 경제학(학사)
- 고려대학교 교육대학원 상담심리학(석사)
- 고려대학교 대학원 교육학(박사)

## 경력
- 필탑학원 이사장
- 고려대학교 사범대학 연구 조교수
- 연세대학교 교육대학원 겸임교수
- 동국대학교 교육학과 겸임교수
- 민주평화통일자문회의 안양시협의회 수석부회장
- 한국방송통신대학교 전국 총동문회 회장(20·21대)
- 고려대학교 교우회 상임이사
- 난치병어린이돕기 운동본부 집행위원
- 수원지방법원 안양지원 민사조정위원
- 제24대 경기도 안양시장(민선 5기, 민주당→민주통합당→민주당→새정치민주연합, 초선)
- 제26대 경기도 안양시장(민선 7기, 더불어민주당, 재선)
- 제27대 경기도 안양시장(민선 8기, 더불어민주당, 3선)
- FC 안양 구단주
- 전국대도시시장협의회 회장
- 안양문화예술재단 이사장
- 안양창조산업진흥원 이사장
- 안양시인재육성재단 이사장
- 전국차지분권지도자회의 경기지역운영위원회 상임운영위원장
- 초대 참여민주주의 지방정부협의회 회장
- 더불어민주당 경기도당 지방자치위원회 위원장
- 더불어민주당 경기도당 안양시 동안구 을 지역위원회 위원장
- 더불어민주당 인적자원능력향상 특별위원장
- 제19대 대통령 선거 더불어민주당 문재인 대통령 후보 중앙선거대책위원회 재정위원회 부위원장
- 대한민국 함께 100년 위원회 상임조직위원장

## 전과
- 학원의설립·운영에관한법률위반: 벌금 100만원 - 1993년 5월 27일 선고[2]

## 수상
- 대통령표창(2006)
- 국세청장 표창(2006)
- 대한민국 무궁화 대상(2011)
- 포브스 최고경영자 대상(2013)
- 대한민국 CEO 리더십 대상(2013)
- 대한민국 무궁화 평화대상(2014)
- 대한민국 가치경영 대상(2014)
- 3년 연속 한국매니페스토 우수상 수상
- 대한민국 유권자 대상 수상(2014)

## 역대 선거 결과
|  | 36.68% |

|  | 51.25% |

|  | 49.83% |

|  | 56.22% |

|  | 50.64% |